# Đỉa đỏ khổng lồ Kinabalu
Đỉa đỏ khổng lồ Kinabalu (tên khoa học: Mimobdella buettikoferi) là một loài động vật đặc hữu núi Kinabalu, Borneo, Indonesia. Loài này có màu đỏ cam, dài đến 30 cm (12 in). Loài này không hút máu và chỉ ăn các loài giun đất như giun đất khổng lồ Kinabalu, Pheretima darnleiensis. Chúng sinh sống trong đụn lá cây mục và đất ẩm ướt thường tích tụ trong các khe nứt. Chúng có thể được tìm thấy trong Công viên tự nhiên Kinabalu ở độ cao 2.500 đến 3.000 mét (8.200 đến 9.800 foot), nơi đường mòn chạy trên một vỉa đá trồi trên mặt đất gần với Mempening và hang Paka. Chúng thường được nhìn thấy trong hoặc sau các trận mưa to.